# پتاسیم آلومینیم فلوئورید
پتاسیم آلومینیم فلوئورید (به انگلیسی: Potassium aluminium fluoride) با فرمول شیمیایی KAlF۴ یک ترکیب شیمیایی است. که جرم مولی آن 142 g/mol می‌باشد. شکل ظاهری این ترکیب، جامد سفید است.